# Frappato
Die Rotweinsorte Frappato di Vittoria wird im Gebiet von Vittoria im Südosten der Insel Sizilien angebaut (Freie Gemeindekonsortien Ragusa und Syrakus).
Sie erbringt dort helle und lebendige Rotweine und wird zum Beispiel in den DOC-Gebieten Cerasuolo di Vittoria (DOCG) und Eloro Frappato verwendet. Die Sorte kann sortenrein ausgebaut werden. Besonders häufig verschnitten wird sie mit den Rebsorten Nerello Cappuccio, Nerello Mascalese und Nero d’Avola.
Obwohl sie einen hervorragenden komplexen Wein mit Rasse und Charakter ergeben kann, belegte die sehr spätreifende Rebe Anfang der 1990er Jahre nur noch 791 Hektar. In einer 2008 veröffentlichten Untersuchung wurde bei Frappato eine Verwandtschaft zur Rebsorte Sangiovese hergestellt. Aufgrund der noch nicht zweifelsfrei ermittelten Eltern der Sorte Sangiovese lässt sich das genaue verwandtschaftliche Verhältnis noch nicht präzisieren.

## Abstammung
Es handelt sich um eine autochthone Rebsorte Siziliens.

## Synonyme
Frappato, Frappato Nero, Frappato Nero di Vittoria, Frappatu, Frappatu di Vittoria, Nerello, Nerello di Catania, Nero Campanello, Nero Capitano, Rapat, Raposo Rapato, Surra.